# Anna Lena Klenke
Anna Lena Klenke (Berlin, 1995. december 25. –) német színésznő.

## Élete
2014-ben a berlini Carl-von-Ossietzky-Gimnáziumban tett érettségi vizsgát, majd a Berlini Szabadegyetemen tanult.

## Filmográfia
| Év   | Eredeti cím                              | Szerep              | Jegyzetek                                    | Magyar cím           |
| ---- | ---------------------------------------- | ------------------- | -------------------------------------------- | -------------------- |
| 2010 | Das letzte Schweigen                     | Sinikka Weghamm     |                                              | Néma csönd           |
| 2013 | Komasaufen (TV-film)                     | Sylvia Manthey      |                                              |                      |
| 2013 | Fack ju Göhte                            | Laura Schnabelstedt |                                              | Fák jú, Tanár úr!    |
| 2014 | So schön wie Du (rövidfilm)              |                     |                                              |                      |
| 2014 | Letzte Spur Berlin                       |                     | epizód: 3#7 Hunger                           |                      |
| 2014 | Tatort                                   | Hanna Leibold       | epizód: 928 Das verkaufte Lächeln            | Tetthely             |
| 2015 | SOKO Leipzig                             | Babsie              | epizód: 14#18 Bewegliche Ziele               |                      |
| 2015 | Zwei Familien auf der Palme (TV-film)    |                     |                                              |                      |
| 2015 | Notruf Hafenkante                        |                     | epizód: 9#24 Fremde Heimat                   |                      |
| 2015 | Victoria                                 |                     |                                              |                      |
| 2015 | Fack ju Göhte 2                          | Laura Schnabelstedt |                                              | Fák jú, Tanár úr! 2. |
| 2015 | Die Klasse – Berlin '61                  | Bärbel              |                                              |                      |
| 2015 | Die Neue                                 | Jacqueline          |                                              |                      |
| 2015 | Lena Fauch                               | Anna Knapp          | epizód: Du sollst nicht töten                |                      |
| 2016 | Unser Traum von Kanada (TV mini-sorozat) | Lina van Laak       | epizód: Sowas wie Familie                    |                      |
| 2016 | Tatort                                   | Harriett Wiesler    | epizód: 981 Fünf Minuten Himmel              | Tetthely             |
| 2017 | Rock My Heart – Mein wildes Herz         |                     |                                              |                      |
| 2017 | Fack ju Göhte 3                          | Laura Schnabelstedt |                                              | Fák jú, Tanár úr! 3. |
| 2017 | Babylon Berlin                           |                     | epizódszerep: I. évad 6. rész, evezősklubtag |                      |
| 2018 | Das schweigende Klassenzimmer            | Lena                |                                              |                      |
| 2018 | Tatort                                   | Mia Korf            | epizód: 1075 Damian                          | Tetthely             |
| 2019 | How to sell drugs online (fast)          | Lisa                |                                              |                      |

## Fordítás
- Ez a szócikk részben vagy egészben  az   Anna Lena Klenke című német Wikipédia-szócikk fordításán alapul.  Az eredeti cikk szerkesztőit annak laptörténete sorolja fel. Ez a jelzés csupán a megfogalmazás eredetét és a szerzői jogokat jelzi, nem szolgál a cikkben szereplő információk forrásmegjelöléseként.